# Suzie LeBlanc
Pour les articles homonymes, voir Leblanc.
Suzie LeBlanc (1961- ) est une soprano canadienne, spécialiste de musique ancienne (Renaissance, baroque). Elle mène une carrière internationale qui l'a menée en Amérique du Nord, en Europe et au Japon, avec un répertoire qui comprend de la musique de chambre, des oratorios et des opéras.

## Biographie
Suzie LeBlanc est née à Edmundston, au Nouveau-Brunswick, en 1961.

## Carrière
Suzie LeBlanc s'est spécialisée dans le répertoire des XVIIe et XVIIIe siècles. Elle a travaillé avec l'Ensemble Tragicomedia, Stephen Stubbs et, comme invitée, avec de nombreux ensembles tels Purcell Quartet, Parley of Instruments, Red Byrd, Freiburger Barockorchester, Fretwork, Les Voix Humaines, Tafelmusik Baroque Orchestra, Théâtre lyrique, Amsterdam Baroque Orchestra, Musica Antiqua Köln, Australian Brandenburg Orchestra et Les Violons du Roy.
À l'opéra, elle a notamment tenu les rôles de Poppea dans L'incoronazione di Poppea à l'Opéra de Montréal, de Clori dans Clori, Tirsi e Fileno à Halle, de La Musica et d'Euridice dans L'Orfeo de Monteverdi à Vienne, Stuttgart et Tokyo, et de Drusilla dans L’Incoronazione di Poppea au festival de Malmö.
Elle s'est produite fréquemment avec le haute-contre Daniel Taylor.
Suzie LeBlanc est la fondatrice et la directrice artistique de l'Académie Baroque de Montréal.
En 2021, elle est nommée directrice générale et artistique de l'organisme Early Music Vancouver,.